# Nadagara synodoneura
Nadagara synodoneura är en fjärilsart som beskrevs av Louis Beethoven Prout 1923. Nadagara synodoneura ingår i släktet Nadagara och familjen mätare. Inga underarter finns listade i Catalogue of Life.